# اوتری
اوتری (به چکی: Úterý) یک منطقهٔ مسکونی و شهرستان دارای شهرک سابقاً روستا در جمهوری چک است که در ناحیه پلزن-شمالی واقع شده‌است.
 اوتری  ۴۴۲ نفر جمعیت دارد.